# Constantin Fahlberg

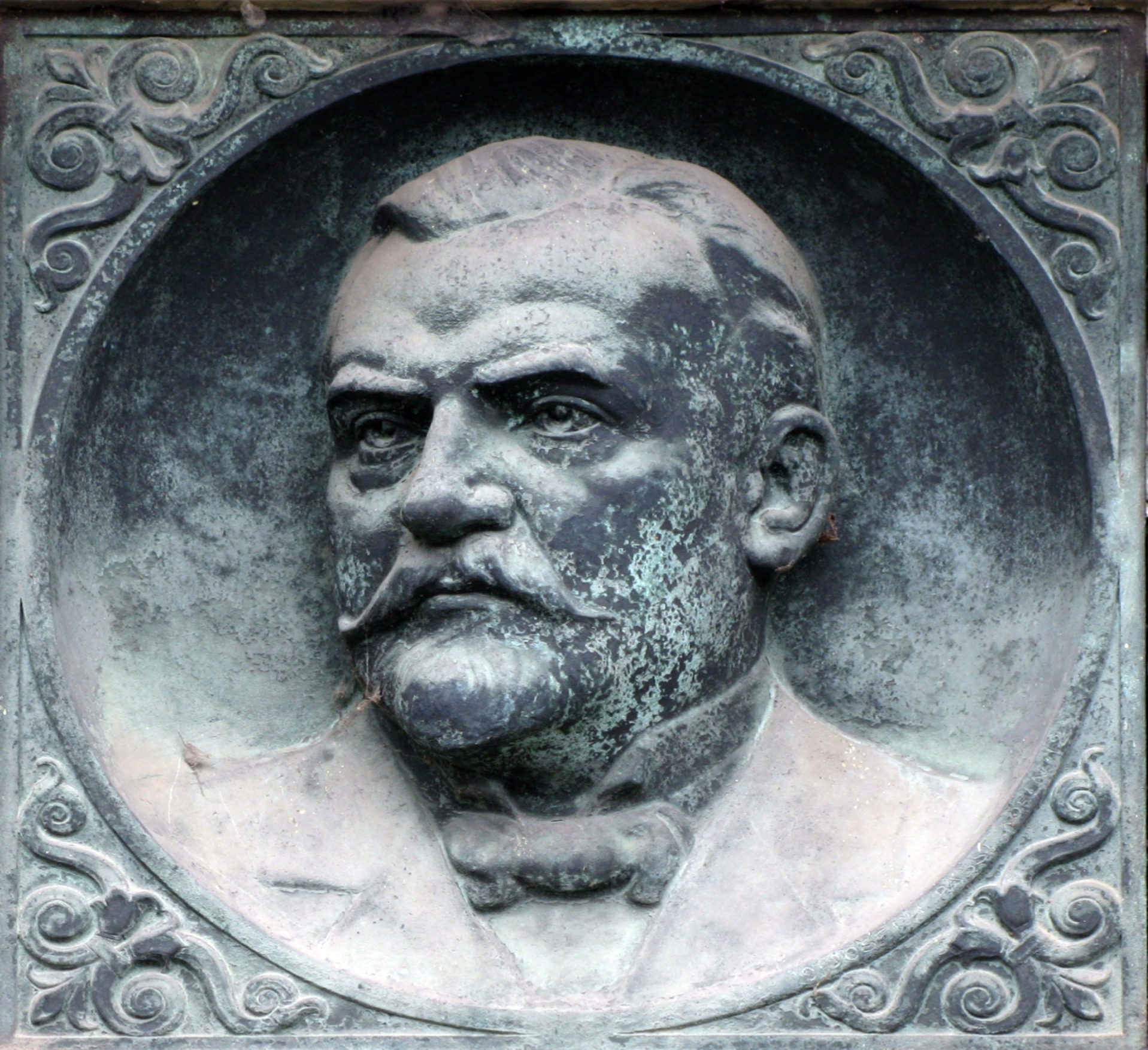
Constantin Fahlberg

Constantin Fahlberg (ryska: Константин Фальберг), född 22 december 1850 (gamla stilen: 10 december) i Tambov, död 15 augusti 1910 i Nassau, Tyskland, var en rysk kemist av balttysk släkt.
Fahlberg kom redan som barn till Dorpat, där han gick i gymnasiet. Han studerade senare i Moskva och Berlin , blev 1871 lärjunge till Remigius Fresenius och blev året därpå filosofie doktor vid Leipzigs universitet under Adolph Wilhelm Hermann Kolbe. År 1874 reste han till New York, där han öppnade ett sockerlaboratorium och studerade sockerplantager i Brittiska Guyana. Han samarbetade även med Ira Remsen vid Johns Hopkins University i Baltimore, varunder han upptäckte sackarinet. Efter att 1880–84 ha varit verksam i Philadelphia återvände han till Tyskland, där han 1886 startade Fahlberg, List & Co i Magdeburg, en fabrik för sackarinframställning.